# Polythlipta euroalis
Polythlipta euroalis là một loài bướm đêm trong họ Crambidae.